# Узбекистансько-киргизстанський кордон
Убекистансько-киргизстанський кордон — державний кордон, що проходить між двома азійськими країнами, Узбекистаном із заходу та Киргизстаном зі сходу.

## Історія
У червня 1955 року на кордоні між двома країнами працювала паритетна комісія, створена урядами Узбецької РСР та Киргизької РСР, яка вивчала питання розмежування двох республік на спірних територіях. 12 червня ними був підготовлений протокол, на основі якого 30 березня 1961 року президією Верховної ради Киргизької РСР було затверджено наказ «Про опис проходження смуги узбецько-киргизького кордону». Така ж паритетна комісія працювала на кордоні також і 1987 року, результатом якої став протокол, прийнятий 6 травня. Але зміни кордону не були затверджені наказом Верховної ради, тому це питання і сьогодні лишається відкритим.
23 липня 2013 року на кордоні між двома країнами стався збройний конфлікт, причиною якого стало ігнорування протоколу паритетної комісії 1987 року. У результаті киргизькі прикордонники увійшли на територію Уйчинського району Наманганської області Узбекистану, яка фактично знаходилась у користуванні фермерського господарства М.Балтабаєва. Як наслідок конфлікту, було вбито двох узбецьких прикордонників.